# گورستان میر فاصح
گورستان میر فاصح (به لاتین: Mir Faseh cemetery) یک گورستان در جمهوری آذربایجان است که در شوشی واقع شده‌است.